# Brookfield (Nueva Jersey)
Brookfield es un lugar designado por el censo ubicado en el condado de Camden en el estado estadounidense de Nueva Jersey. En el año 2010 tenía una población de 675 habitantes.

## Geografía
Brookfield se encuentra ubicado en las coordenadas 39°52′57″N 75°0′57″O / 39.88250, -75.01583.